# Гербі Генкок
Гербі Генкок (Herbie Hancock, нар. 12 квітня 1940 року) — американський джазовий піаніст, лауреат 14 премій «Греммі».

## Життєпис
Гербі Генкок народився у Чикаго. В одинадцять років він прославився виконанням фортепіанного концерту В. А. Моцарта з Чиказьким симфонічним оркестром, у п'ятнадцять зазнав впливу таких ідолів джазу, як Оскар Пітерсон і Білл Еванс. 1960 року його запросив до співпраці відомий джазовий трубач Дональд Берд.
1963 року Генкок випустив свій дебютний альбом Takin' Off, композиція «Watermelon Man» стала першим хітом музиканта. В тому ж році на запрошення Майлза Девіса Генкок починає грати у Квінтеті Майлза Девіса.
1993 року зіграв самого себе в художньому фільмі «Непристойна пропозиція».
Упродовж своєї кар'єри, Генкок випустив близько 50 альбомів як лідер і ще більш як у 20 брав участь як клавішник, зокрема це 13 альбомів Майлза Девіса, а також записи таких музикантів як Стіві Вандер, Квінсі Джонс та інші.

## Дискографія

### Студійні альбоми
- Takin' Off (1962)
- My Point of View (1963)
- Inventions & Dimensions (1963)
- Empyrean Isles (1964)
- Maiden Voyage (1965)
- Speak Like a Child (1968)
- The Prisoner (1969)
- Fat Albert Rotunda (1969)
- Mwandishi (1971)
- Crossings (1972)
- Sextant (1973)
- Head Hunters (1973)
- Dedication (1974)
- Thrust (1974)
- Man-Child[en] (1975)
- Secrets[en] (1976)
- Third Plane[en] (1977)
- Herbie Hancock Trio[en] (1977)
- Sunlight[en] (1978)
- Directstep[en] (1979)
- The Piano (1979)
- Feets, Don't Fail Me Now (1979)
- Monster[en] (1980)
- Mr. Hands[en] (1980)
- Magic Windows[en] (1981)
- Herbie Hancock Trio[en] (1982)
- Quartet[en] (1982)
- Lite Me Up[en] (1982)
- Future Shock[en] (1983)
- Sound-System[en] (1984)
- Village Life[en] (1985)
- Perfect Machine[en] (1988)
- A Tribute to Miles[en] (1994)
- Dis Is da Drum[en] (1994)
- The New Standard[en] (1996)
- 1+1 (1997)
- Gershwin's World[en] (1998)
- Future2Future[en] (2001)
- Possibilities[en] (2005)
- River: The Joni Letters[en] (2007)
- The Imagine Project [en] (2010)